# 세바스티엔 로버츠
세바스티앵 로베르츠(프랑스어: Sebastien Roberts, 프랑스어 발음: [ʁɔbɛʁts], 영어: 세바스천 로버츠, 1972년 12월 29일 ~ )는 캐나다의 배우이다.
몬트리올에서 태어났다.

## 출연 작품
- 페이스 블라인드 (2011년)
- Encounter with Danger (2009)
- 아이스 블루 (2008년)
- 블랙 스웜 (2007년)
- 원 웨이 (2007년) - 안소니 버크 역
- 럭키 넘버 슬레븐 (2006년)
- 모리스 리차드 (2005년)

### 텔레비전
- 니키타 (2010)